# Physical Address Extension
Physical Address Extension (PAE) – rozszerzenie umożliwiające procesorom x86 (32-bitowym) dostęp do fizycznej przestrzeni adresowej (w tym pamięci o dostępie swobodnym RAM) o rozmiarze większym niż 4 gigabajty.

## Obsługa w systemach operacyjnych

### FreeBSD
FreeBSD obsługuje PAE od wersji 4.9 gałęzi 4.x i 5.1 gałęzi 5.x.

### Linux
Jądro Linuksa obsługuje PAE od wersji 2.3.23, pozwalając na wykorzystanie do 64 GB pamięci RAM przez 32-bitowe jądro. Część dystrybucji Linuksa ma domyślnie włączone PAE, ponieważ dodaje ono obsługę NX-bit.

### Mac OS X
OS X obsługuje PAE i NX bit na wszystkich procesorach obsługiwanych przez Apple (od 10.4.4, pierwszej dystrybucji na Intela). Mac Pro i Xserve mogą obsługiwać do 32 GB RAM-u, choć jądro Mac OS X 10.5 Leopard pozostaje 32-bitowe.

### Microsoft Windows
Następujące 32-bitowe wersje Microsoft Windows obsługują PAE
Poniższa tabela pokazuje maksymalną ilość pamięci RAM, jaka może być dostępna w poszczególnych wersjach systemu Windows:
|                                                           | wersja 32-bitowa | wersja 64-bitowa |
| --------------------------------------------------------- | ---------------- | ---------------- |
| Windows 2000 Professional, Server                         | 4 GB             | nie dotyczy      |
| Windows 2000 Advanced Server                              | 8 GB             | nie dotyczy      |
| Windows 2000 Datacenter                                   | 32 GB            | nie dotyczy      |
| Windows XP Starter                                        | 0,5 GB           | nie dotyczy      |
| Windows XP Home & Media Center                            | 4 GB             | nie dotyczy      |
| Windows XP Professional                                   | 4 GB             | 128 GB           |
| Windows Server 2003 Web                                   | 2 GB             | nie dotyczy      |
| Windows Server 2003 Small Business, Home, Storage         | 4 GB             | nie dotyczy      |
| Windows Server 2003 Storage Server                        | 4 GB             | nie dotyczy      |
| Windows Server 2003 R2 Standard Edition                   | 4 GB             | 32 GB            |
| Windows Server 2003 Standard Edition (SP1)                | 4 GB             | 32 GB            |
| Windows Server 2003 Standard Edition (SP2)                | 4 GB             | 32 GB            |
| Windows Server 2003 Enterprise Edition (SP1)              | 16 GB z 4GT*     | nie dotyczy      |
| Windows Server 2003 R2 Enterprise Edition                 | 64 GB            | 1 TB             |
| Windows Server 2003 R2 Datacenter                         | 128 GB           | 1 TB             |
| Windows Server 2003 Datacenter Edition (SP1)              | 16 GB z 4GT*     | 1 TB             |
| Windows Vista Starter                                     | 1 GB             | nie dotyczy      |
| Windows Vista Home Basic                                  | 4 GB             | 8 GB             |
| Windows Vista Home Premium                                | 4 GB             | 16 GB            |
| Windows Vista Business, Enterprise, Ultimate              | 4 GB             | 128 GB           |
| Windows Server 2008 Standard, Web                         | 4 GB             | 32 GB            |
| Windows Server 2008 Enterprise, Datacenter                | 64 GB            | 2 TB             |
| Windows 7 Starter                                         | 2 GB             | nie dotyczy      |
| Windows 7 Home Basic                                      | 4 GB             | 8 GB             |
| Windows 7 Home Premium                                    | 4 GB             | 16 GB            |
| Windows 7 Professional, Enterprise, Ultimate              | 4 GB             | 192 GB           |
| Windows Server 2008 R2 Foundation                         | nie dotyczy      | 8 GB             |
| Windows Server 2008 R2 Standard                           | nie dotyczy      | 32 GB            |
| Windows Server 2008 R2 Enterprise, Datacenter, or Itanium | nie dotyczy      | 2 TB             |

*4GT (ang. 4-Gigabyte Tuning) – opcja zwiększająca z 2 GB do 3 GB wirtualną przestrzeń adresową dla aplikacji w trybie użytkownika. W systemie musi być zainstalowane co najmniej 16 GB RAM i włączona funkcja PAE procesora.

### Solaris
Solaris obsługuje PAE od wersji 7.

### Haiku
Haiku obsługuje PAE w wersjach rozwojowych od czerwca 2010. W wersji Alpha 3 jest domyślna.